# Adade
Adade (Adad), também conhecido como Ada (Adda), Anda, Hadade (Hadad) ou Adu (Addu), era um deus vinculado ao clima entre os acádios, sendo representado na iconografia segurando raios na mão. Seu nome é provavelmente aparentado da palavra árabe haddat, "trovão". A evidência onomástica de cidades como Ebla e Mari indica que ele era um deus popular nas regiões norte da Síria e da Babilônia.
O rei assírio Tiglate-Pileser I teria construído um duplo santuário a ele na capital do império, Assur. Outra indicação de seu culto na assíria é a adoção de seu nome na onomástica real (por exemplo, no nome do rei Samsiadade I, invocação simultânea de Samas e de Adade). Comum em maldições de documentos privados e oficiais, é normalmente acompanhado pela fórmula Ina beriq imuti matsu libriq ("com um trovão maldito ele atacará seu país"). Era considerado capaz de causar enchentes e amplas devastações. Mais tarde, veio a ser vinculado ao deus assírio Samas.